# Guillermo Barros Jaraquemada
Guillermo Barros Jaraquemada (Santiago 17 december 1862 - † waarschijnlijk in 1943) was een Chileens politicus. 
Hij was de zoon van Demetrio Barros Valdés en Tránsito Jaraquemada Cruzat en bezocht het seminarie in Santiago. Op 7 januari 1885 promoveerde hij als doctor in de rechten aan de Universiteit van Chili. Tot 1895 was hij werkzaam als advocaat en nadien wijdde hij zich aan de landbouw en werkte hij als bankier.
Barros was lid van de Partido Liberal (Liberale Partij) en was van 1888 tot 1891 lid van de Kamer van Afgevaardigden. Van 6 mei tot 20 november 1902 was hij minister van Financiën onder president Germán Riesco. In 1904 bekleedde hij deze post nogmaals. 

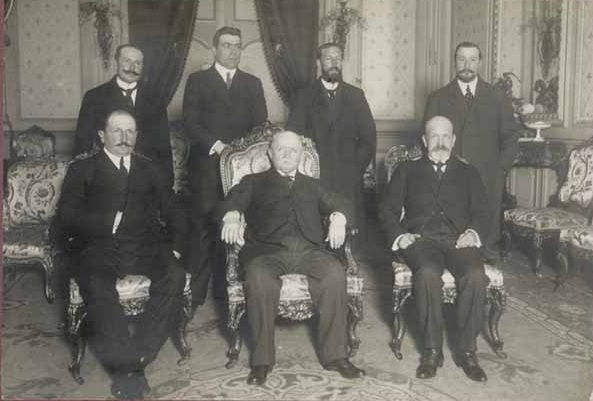
President Ramón Barros Luco met zijn ministers. Guillermo Barros zit aan de rechterhand van de president

Onder president Ramón Barros Luco (een verwant) was hij van 8 augustus 1912 tot 16 juni 1913, van  15 september 1914 tot 17 december 1914 en van 15 december tot 23 december 1915 was hij minister van Binnenlandse Zaken. Tijdens zijn eerste termijn (1912-1913) combineerde hij het ministerschap van Binnenlandse Zaken met dat van het vice-ministerschap van Industrie, Openbare Werken en Spoorwegen.
Van 1926 tot 1930 was hij lid van de Senaat.

## Privé
Guillermo Barros was getrouwd met Sara Hurtado Lecaros. Uit dit huwelijk kwamen meerdere kinderen voort. 
Zijn broer, Octavio (1864-1957), was eveneens politiek actief.